# Mike Beebe
Mike Beebe (sinh 28 tháng 12 năm 1946) là thống đốc thứ 45 và hiện tại tiểu bang Arkansas, Hoa Kỳ từ ngày 9 tháng 1 năm 2007. Ông thuộc Đảng Dân chủ Hoa Kỳ.

## Tiểu sử
Beebe sinh ở Amagon, một thị trấn nhỏ thuộc quận Jackson, Arkansas. Ông được mẹ là một người phục vụ bàn nuôi dưỡng và ông chưa bao giờ gặp cha mình. Lúc còn nhỏ, ông thường xuyên di chuyển cùng gia đình. Họ đã sinh sống ở Detroit, St. Louis, Chicago, Houston và Alamogordo, New Mexico. Họ đã trở lại Arkansas, ông tốt nghiệp trung học tại Newport High School vào năm 1964.